# Aoranthe penduliflora
Aoranthe penduliflora är en måreväxtart som först beskrevs av Karl Moritz Schumann, och fick sitt nu gällande namn av Somers. Aoranthe penduliflora ingår i släktet Aoranthe och familjen måreväxter. IUCN kategoriserar arten globalt som sårbar.
Artens utbredningsområde är Tanzania. Inga underarter finns listade i Catalogue of Life.